# 사이클로헵테인
사이클로헵테인(cycloheptane) 또는 시클로헵탄은 C7H14의 화학식을 가져 분자에 탄소원자가 7개인 사이클로알케인이다.
사이클로헵테인은 화학 산업에서 비극성 용매로 사용되며 화학 및 의약품 제조의 중간체로 사용된다. 이는 시클로헵타논으로부터의 클레멘센 환원에 의해 유도될 수 있다. 사이클로헵테인 증기는 눈을 자극하며 다량 흡입할 경우 호흡 억제를 유발할 수 있다.